# Приазовская оросительная система
Приазовская оросительная система — мелиоративная система на территории Мелитопольского района (Запорожская область).

## История
В 1982 году началось строительство Приазовской оросительной системы от Каховского канала на административной границе Херсонской и Запорожской областей возле села Зерновое. На 1 января 1990 года оросительная система введена в эксплуатацию на площади 29,1 тыс. га — в Акимовском районе. К 1990 году канал Р-9 был построен до окрестностей Мелитополя, также были построены ветки к Кирилловке и Новому. Проектировался канал (от левого берега реки Молочной, окрестностей Мелитополя), с 7 водохранилищами, по территории Приморского и Бердянского районов Запорожской области, Першотравневого района Донецкой области. Проектируемый канал должен был простираться до западной части Донецкой области. 

## География
Общая площадь орошаемых земель — 96,8 тыс. га. Поверхность массива орошаемых земель преимущественно равнинная с уклоном к Азовскому морю (разница отметок — от 60 до 10 м). Почвы тёмно-каштановые незасоленные, коррозийно-активные. Геологический разрез в верхней части сложенный лёссовыми суглинками мощность 5-6 м (просадка суглинков — 5-15 см). Глубина залегания грунтовых вод от 20-25 м до 1-5 м (в речных долинах и балках). Минерализация вод 15-1 г/л и  меньше. 
Источник питания системы — канал Р-9 Каховской оросительной системы, с которого головная насосная станция Приазовской оросительной системы (продуктивность 49,85 м³/с) подаёт воду в магистральный канал системы (длина 50,8 км), откуда она поступает до распределителей и с помощью насосных станций подкачки — в закрытую межхозяйственную и внутрихозяйственную сети. На Приазовской оросительной системе осуществляются природоохранные мероприятия: магистральный канал и распределители выполняют с противофильтрационной облицовкой, для межхозяйственной сети используют металлические и асбестобетонные трубы, вдоль каналов создают лесополосы, на площади 1,0 тыс. га с помощью горизонтального дренажа поддерживают оптимальный водно-солевой режим грунта. Все технологические процессы распределения воды в системе автоматизированы.   
Орошаемые земли используются для выращивания зерновых, кормовых и овощных культур, а также для садоводства.